# Негативне емоције
Негативне емоције или осећати се лоше или, како психолози кажу, доживљавати негативне емоције, је антитеза добром осећају среће. Оне су негативна емотивна стања и по својој суштини су одређене мисли тренутно активне у нашој свести или подсвести. А те мисли су често непријатне и многи од нас предузимају бројне кораке како би избегли да их доживљавају или настоје да их избегну. 
Све емоције, иако су урођени сигнали, за нас нека врста аларма који нас упозорава да обратимо пажњу на нешто што се дешава у нама као последица бројних утицаја из нашег окружења. Љутња је нпр. један од чешћих негативних емоција које доживљавамо, мада је она доста често настала без разлога. Ми се љутимо када неко крши наша права или нам намеће нека ограничења, и у таквим условима љутња нам помаже да заштитимо сопствени интегритет личности. 
У нашем савременом свету, негативне емоције нису увек лоша ствар - оне могу да помогну да се усредсредимо на проблеме пред нама, интензивирамо наш рад, и повећамо наше саосећање. Међутим у одређеним ситуацијама многи доживљавају негативне емоције у мери које ту особу спречавају да функционише оптимално.

## Основне поставке
Поједина мисао, у зависности од психичког склопа код неке особе може бити неутрална или имати емотивни набој, који може бити:
- Позитиван емотивни набој - који се манифестује кроз ослобађајуће, неограничавајући мисли, у емотивним стањима попут; среће, радости и задовољства — позитивне емоције.
- Негативан емотивни набој - у форми затварајућих, ограничавајућих мисли, које изазивају негативне емоције. Оне настају у емотивним стањима попут; страха, беса, љутње, незадовољства, гриже савести итд.

Све што у било којем облику емотивно доживљавамо одвија се искључиво кроз мисли, тако да се у нама емоција не може постојати мимо мисли. Свака емоција је заправо мисао, али како она понекад није видљива - у нама се ствара осећај да постоји сама по себи или да се заснива на нечему у спољашњем свету или у нашем телу, или да је то неки део нас или неки ентитет који нас опседа или било што друго што нису наше мисли. 
Многе, па чак и добар део свих мисли, може да створи негативне емоције које настају у нашој подсвести, и зато у начелу нисмо свесни њихове појаве. У таквим ситуација врло лако можемо да поверујемо да емоцију ствара нешто што није мисао. Због несвесности створених негативних емоција у нашем мозгу се интерпретирају на разне наче и често: генерализацију; ово ми се увек дешава, катастрофирају; ако останем без посла, остаћу без пара, оставиће ме жена..., чинећи од нас жртву које за то окривљују друге; он/она ми је то урадила. 
У таквим условима због неразумевања откуд заиста долази емоција, не покушавамо променити околност, чиме себе чинимо „жртвом околности” за коју смо поверовали да је извор емоције. И верујемо да се емоција не може променити док год се не промени околност и тако смо сами себе увукли у замку.
За све емоције, па и негативне вероватно важи закон обрнутог, тј. премали, али и превелики интензитет тих емоција није користан, већ умерен. У смислу развоја психичких поремећаја, за разлику од „вишка” позитивних емоција (које ни изблиза нису тако штетне) негативне могу изазвати тешке па и  катастрофалне последице.

## Страх
Страх је осећај деперсонализације и урушавања сопствене личности, који припада делатељном делу човековог духа. А по свом пореклу он је примарна емоција која настаје услед опажања или очекивања стварне или замишљене опасности, или озбиљне претње. То је урођена, генетички програмирана реакција на претећи или болан стимулус.
Клинички страх се испољава убрзаним раду срца, порастом тонуса мишића, повишеним крвним притиском, повећаним лучењем адреналина, убрзанимм дисањем, сушењем уста итд. На плану понашања, манифестује се карактеристичним држањем тела које је биолошки сврсисходна сигнална реакција на претећу опасност.
Страх може бити и је један од најефикаснијих и најнехуманијих начина управљања људима и другим живим бићима.

## Љутња
Љутња, срџба, бес или гнев емоционална је реакција, која може бити изазвана објективним или ирационалним догађајима, али и, неразумна реакција изазвана аутосугестијом. Релативно је стабилна и трајна особина која усмерава понашање у различитим друштвеним ситуацијама, а огледа се у доживљају срџбе или гнева, у насилном понашању, негативизму према ауторитетима, и намером да се неко физички или психички повреди.
Љутња је емоција фрустрираности када је особа спречена у постизању задатог циља, онемогућена у ономе што покушава радити или неким ко особу спречава, онемогућава или показује недовољно обзира у ономе што та особа покушава постићи. Ако се чини да се фрустрација може уклонити, барем у одређеној мери, љутња фрустрирану особу чини агресивном и осветољубивом.
Љутњу изазвану негативним емоцијама треба разликовати од љутње која је настала неким конкретним поводом или агресивност као стил понашања неке особе.

## Туга
Туга или жалост примарна је емоција која се јавља као реакција на губитак нечег драгоценог, важног, чему појединац придаје посебан значај. Према психоанализи, жалост је нормалан одговор на губитак вољеног објекта.
Клинички туга се карактерише болним нерасположењем, пролазним прекидом интересовања за спољашњи свет, губитком способности за љубав, безвољност. На плану понашања, манифестује се успореним ходом, одсуством гестикулације, тихим и монотоним говором, избегавањем контаката итд.

## Стид или срам
Срам, стид или срамота субјективни је доживљај због ниске оцене свог понашањa у објективној ситуацији. Срамота може бити тренутна и може да се представи као упорни став према тумачењу стварности и понашања појединаца. 
Постоји тзв. екстерна (пренесена) срамота - када у одређеној ситуацији особа може искусити срамоту, али не због свог понашања, већ због оних других људи који се не понашају на одговарајући начин. 
Клинички срам се манифестације; ниским нивоом самопоштовања уз анксиозност (страх), депресију, повлачење у себе и избегавање социјалних контаката. 
Узроци срамоте могу се тражити у специфичним и карактеристичним личностима друштва. За разлику од анксиозности, срамота је тренутна.